# كريس كوركوران
كريس كوركوران (بالإنجليزية: Chris Corcoran)‏ (30 مارس 1983 في الولايات المتحدة - ) هو لاعب كرة قدم أمريكي في مركز الدفاع. لعب مع نيويورك ريد بولز وتشارلستون بيتري وGBK Kokkola ‏ وCape Cod Crusaders ‏ وBrooklyn Knights ‏ وEkenäs IF ‏.

## وصلات خارجية
- كريس كوركوران على موقع قاعدة بيانات كرة القدم.إي يو (الإنجليزية)